# شهرستان داپلین (کارولینای شمالی)
شهرستان دوپلین، کارولینای شمالی (به انگلیسی: Duplin County, North Carolina) یک سکونتگاه مسکونی در ایالات متحده آمریکا است که در کارولینای شمالی واقع شده‌است.

## خصوصیات
شهرستان دوپلین ۲٬۱۲۱٫۲۱ کیلومترمربع مساحت دارد.